# Juan Polo y Catalina
Juan Polo y Catalina (Cabolafuente, 2 de julio de 1777 – c. 1813) fue un economista y político español.

## Biografía
Natural de Cabolafuente, era de familia acomodada. Estudió en el colegio de los escolapios en Calatayud y posteriormente en Zaragoza. En esta última ciudad estudió en la Universidad Literaria, como se llamaba entonces al campus de Humanidades situado en el barrio de La Magdalena, donde obtendría sucesivamente los rangos de Bachiller en Leyes (1797), licenciado y doctor en cánones (1799). En paralelo estudió bajo Lorenzo Normante y Carcavilla en la Cátedra de Economía Civil y Comercio de la Real Sociedad Económica Aragonesa de Amigos del País, que era uno de los focos de la intelectualidad liberal de la época.
Aún como estudiante se significó como reformista, publicando artículos sobre la industria en Aragón y Cataluña, sobre la producción de papel, sobre los consulados de comercio y sobre la balanza de comercio en el reino de Aragón. El último tema había sido foco de intensos debates en Aragón desde hacía más de un siglo y le valió un premio. Habiendo colaborado también en la docencia con su maestro Normante, le sustituyó en la cátedra cuando este marchó a Madrid en 1800. En 1802 fue el propio Polo y Catalina el que marchó a Madrid a servir en la Real Oficina de la Balanza de Comercio.
En Madrid fue coautor de un Censo de frutas y manufacturas de España e Islas Adyacentes (1803) y autor de un Interrogatorio a los pueblos de España. Con el fin de valorar el potencial agrícola de España, realizó un trabajo pionero en la medición de la superficie del país que publicó como Discurso sobre la necesidad de averiguar la superficie productiva de los estados. Igualmente empezó el proyecto de unas Descripciones histórico-políticas de las fábricas e industria de España, que no llegó a terminar por la guerra. Su obra más interesante, sin embargo, fue el manuscrito Introducción a la descripción de las fábricas e Industria de España que no llegó a publicarse y que se considera pionera en la introducción de las ideas capitalistas de Adam Smith en España. También inéditas quedaron sus Críticas a los Cuadernos de Cátedra de Lorenzo Normante, que criticaban los trabajos de su mentor.
Durante la guerra de la Independencia Española tomó partido contra los franceses, a diferencia de otros intelectuales del periodo. Fue elegido diputado a las Cortes de Cádiz por el partido de Albarracín. En ellas destacó por sus posturas fuertemente liberales, en pro de la abolición de los señoríos y la desamortización de los bienes eclesiásticos. Parte de sus posturas se deben a su defensa de la iniciativa privada pero también a su visión del estado de vasallo como "ignomioso". Igualmente se opuso al pago de indemnizaciones por el fin de los señoríos y por la expropación de los bienes señoriales, que veía como a recuperar de la apropiación por una minoría. Igualmente llamó por la unificación de los consejos de Indias y de la España peninsular. Llegó a ser secretario y presidente de las Cortes.
Enfermo, probablemente por la epidemia de malaria que se desató durante el sitio de Cádiz, le fue concedida licencia a finales de 1812 para que se recuperase en Córdoba o Granada. Por la falta de noticias posteriores se asume que falleció en 1813.